# 남연군의묘
남연군의묘(南延君의墓)는 대한민국 충청남도 예산군 덕산면 상가리에 있는 조선시대 남연군의 묘이다. 1989년 12월 29일 충청남도의 기념물 제80호로 지정되었다.

## 개요
흥선대원군의 아버지 남연군 이구(1788∼1822)의 묘이다.
대원군 이하응이 풍수지리설에 따라 2대에 걸쳐 천자가 나올 자리라는 말을 듣고 원래 경기도 연천에 있던 남연군의 묘를 이곳으로 옮긴 것이다. 이곳에는 가야사라는 절이 있었는데 절을 불태우고 탑을 부순 후 이장했으며, 이장한지 7년 후에 차남 명복이 태어났는데 그가 곧 철종의 뒤를 이어 12세에 왕위에 오른 고종이다.
그 후 1868년 독일 상인 오페르트가 남연군의 묘를 도굴하려다 실패한 일이 있었으며, 이 일로 대원군이 서양에 대한 배척을 강화하는 쇄국정책을 실시하고 천주교에 대한 탄압을 강화하는 계기가 되었다.
묘는 높은 언덕 위에 자리잡고 있으며, 무덤 주변에서 조선시대의 기와가 많이 나왔다고 전해진다.

## 사진

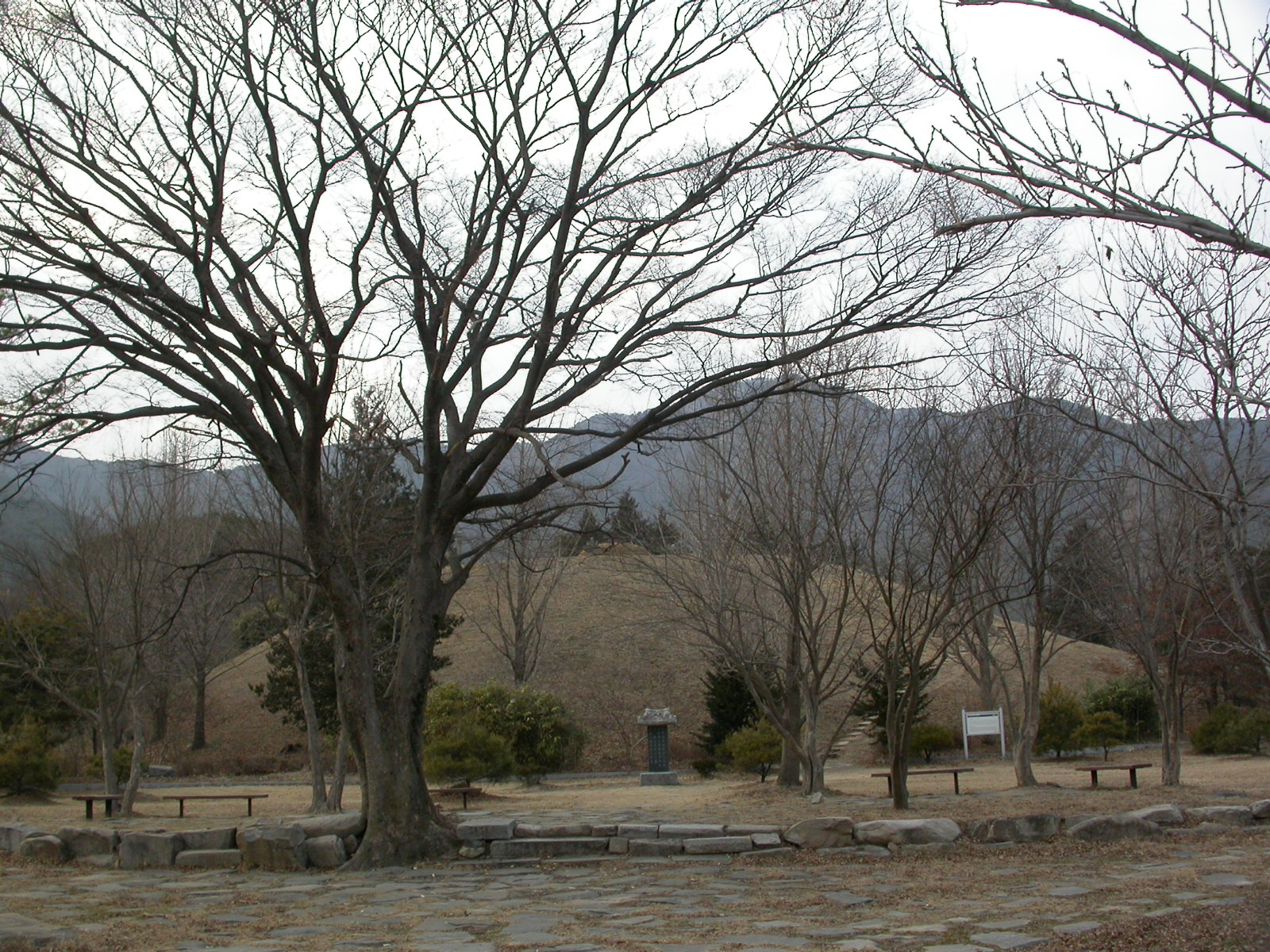
남연군의 묘 원경

## 같이 보기
- 남연군
- 남연군 분묘 도굴 사건